# Blšany u Loun
Blšany u Loun – miejscowość i gmina (obec) w Czechach, w kraju usteckim, w powiecie Louny. W 2022 roku liczyła 388 mieszkańców.